# Sd.Kfz. 11
Sd.Kfz. 11 (Sonderkraftfahrzeug 11) — германский полугусеничный артиллерийский тягач периода Второй мировой войны. Он мог перевозить восемь солдат, нагрузку в 1550 кг и буксировать прицеп до 3000 кг. Он часто использовался в качестве тягача для гаубицы 10,5 см (Le. Feldhaubitze 10,5 см), а затем в 1941 году для 15 см и 21 см реактивных миномётов Nebelwerfer.

## История создания
В 1934 году военное ведомство Германии приняло решение о назначении фирмы Hansa-Lloyd головным разработчиком и изготовителем лёгких полугусеничных тягачей для буксировки артиллерийских орудий массой до 3 т. В 1938 году эта компания была реорганизована и получила наименование Borgward по фамилии владельца. Тогда же военное руководство передало функции головного разработчика и изготовителя этих машин фирме Hanomag. Фактически, последующим производством машин занимались оба предприятия и их продукция различалась лишь эмблемами и некоторыми деталями кузова.
Первая серия машин (1938—1939 гг.) оснащалась бензиновым 3,8-литровым мотором Maybach NL38, мощностью 90 л.с., а вторая (1939—1944 гг.) — 4,2-литровым Maybach NL42 мощностью 100 л.с. При этом первая серия имела передние колёса с посадочным размером 20 дюймов, а вторая — 18 дюймов. Опорные катки с торсионной подвеской (по 6 штук с каждого борта) располагались в шахматном порядке. Машина комплектовалась 4-ступенчатой коробкой передач, стальными траками на игольчатых подшипниках, пневматической тормозной системой и рулевым механизмом с гидроприводом бортовых тормозов для изменения скорости перематывания гусениц, что обеспечивало крутой поворот. Боевая масса составляла 7,1 т, полезная нагрузка — 1,55 т, максимальная скорость — 52,5 км/ч. Транспортёры предлагались с открытыми кузовами на 8—12 мест с боковыми дверями и в нескольких специальных вариантах, включая Sd.Kfz. 11/5 для системы залпового огня калибром 150 мм. Также шасси этой модели второй серии стали базой для бронетранспортёра Sd.Kfz. 251.
Потребность в этих тягачах и их шасси, которые использовались для производства бронетранспортеров типа Sd.Kfz. 251, постоянно росла, и «Ганомаг» не мог в полной мере удовлетворить запросы армии.
Поэтому к серийному выпуску Sd.Kfz. 11 подключились также фирмы «Адлер», «Герман-Гёринг-Верке» и «Вандерер». Производство было начато в 1938 году, а закончено в 1945 году. Модель выпускалась на заводах Hanomag, Hansa-Lloyd, Adler, Borgward, Horch и Hermann-Göring-Werke. Также выпускались и различные модификации.
Sd.Kfz. 11/1
Зенитная самоходная установка, вооруженная 20-мм пушкой Flak 38. Кабина имела противопульную бронезащиту. Производилась на Auto Union. Первоначальный заказ, выданный в апреле 1943 года, составлял 900 машин, но уже в августе был увеличен до 2400. Производство, которое должно было начаться во второй половине года, из-за отсутствия бронелистов началось только с весны 1944 года

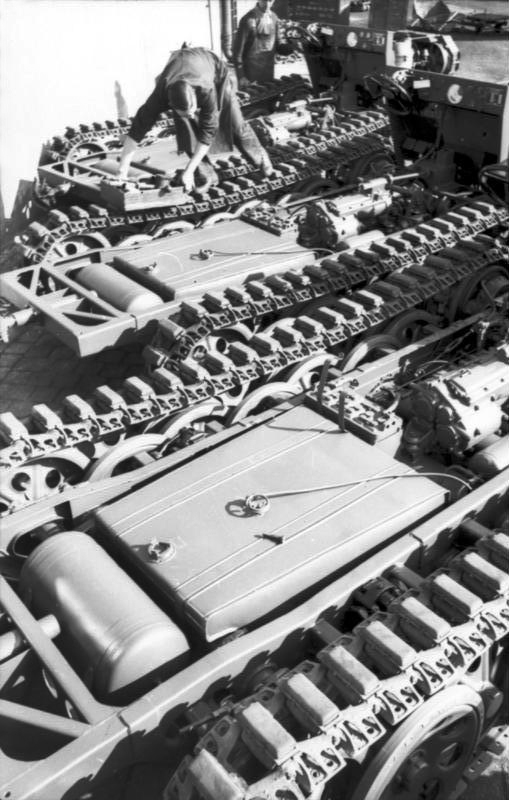
Sd.Kfz. 11 шасси на заводе. Слева видны глушитель, топливный бак и трансмиссия.

|       | 1     | 2     | 3     | 4     | 5     | 6     | 7     | 8     | 9     | 10    | 11    | 12    | Всего |
| ----- | ----- | ----- | ----- | ----- | ----- | ----- | ----- | ----- | ----- | ----- | ----- | ----- | ----- |
| 1944  |       |       | 5     | 70    | 100   | 60    | 70    | 70    | 70    | 24    | 21    |       | 490   |
| 1945  | 45    | 70    | 39    |       |       |       |       |       |       |       |       |       | 154   |
| Всего | Всего | Всего | Всего | Всего | Всего | Всего | Всего | Всего | Всего | Всего | Всего | Всего | 644   |

## Модификации
H kl 6 n Nebelkw., Sd.Kfz. 11/1 — машина для транспортировки миномета 10cm Nb.W. 35;
H kl 6 s Entgiftungskw., Sd.Kfz. 11/2 — машина для дегазации;
H kl 6 k Sprühkw., Sd.Kfz. 11/3 — машина для распыления отравляющих веществ.
Поскольку химическое оружие в боевых действиях не применялось, машины использовались в качестве постановщиков дымовых завес, а так же для транспортировки 28/32cm s.W.G. 40 и 41;
H kl 6 n Nebelkw., Sd.Kfz. 11/4 — машина для транспортировки минометов от 10cm Nb.W. 40 до 21cm Nb.W. 42;
H kl 6 n Nebelkw., Sd.kfz. 11/5 — машина для транспортировки тяжелых минометов Nebelwerfer 28/32cm Nb.W. 41, s.W.G.40/41 и 30сm Nb.W. 42;
H kl 6p — запущенная в 1944 году в производство версия с деревянными кабиной и кузовом

## Экспорт
В 1938 году с Венгрией был заключен контракт на сумму 623000 RM, что соответствовало стоимости 20 Sd.Kfz. 11 с закрытыми кабиной и передней части кузова. Были эти машины построены по отдельному заказу или взяты из готовой продукции для Вермахта, не известно.
В январе — апреле 1940 года в Турцию было поставлено 50 Sd.Kfz. 11.